# اللاسلطوية في فرنسا
يمكن تتبع جذور الأناركيّة في فرنسا بالعودة إلى المفكر بيير جوزيف برودون الذي نشأ أثناء فترة استعادة البوربون وهو يُعتبر أول من وصف نفسه بأنه لاسلطويّ (أناركيّ). قاتل الأناركيّون الفرنسيون في الحرب الأهلية الإسبانية كمتطوعين في الألوية الدولية. حسبما ذكر الصحفي برايان دورتي «بلغ عدد الأشخاص الذين انتموا لحركة الأناركية ما يقارب عشرات الآلاف في فرنسا وحدها».

## منذ الجمهورية الثانية حتى اتحاد جورا

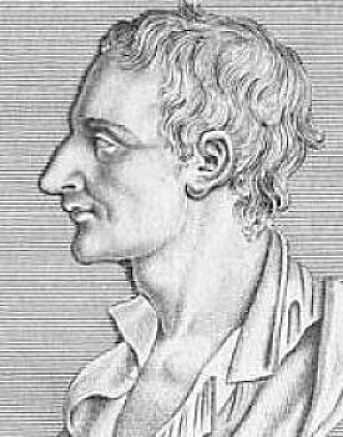
سيلفان ماريشال

ظهر العديد من المفكرين الأناركيين خلال الثورة الفرنسية، من بينهم سيلفان ماريشال، الذي طالب في كتابه بيان المساواة (1796)، قائلًا: «بالتمتع الجماعي بثمار الأرض» وأعرب عن تطلعه إلى زوال «التمييز بين الأغنياء والفقراء، والكبار والصغار، والأسياد والخَدَم، والحاكمين والمحكومين».
كان جوزيف ديجاك أيضًا أول شخص يصف نفسه بأنه «اشتراكي ليبرتاري». وعلى عكس برودون، قال ديجاك: «ليس للعامل الحق في تلبية احتياجاته كنتيجة لحصيلة عمله وإنّما لكي يرضي هذه الحاجات مهما كانت طبيعتها». وفقًا لما ذكره المؤرخ الأناركي ماكس نيتلو، فإن أول استخدام لمصطلح الشيوعية الليبرتارية كان في نوفمبر عام 1880، خلال مؤتمر أناركي فرنسي بهدف تحديد وتوضيح مبادئه. بدأ الصحفي الأناركي الفرنسي سيباستيان فور، المؤسس والمحرر للصحيفة الأسبوعية أناركيست إنسايكلوبيديا، بكتابة مقال دوري بعنوان (الليبرتاري) «لُو ليبرتير» عام 1895.
رفض ديجاك «البلانكية» والتي كانت قائمة على التقسيم بين «تلاميذ مهندس الشعب العظيم» و«القطيع السوقي» وعارض بشكل متساوٍ جميع المتغيرات الجمهوريانية الاجتماعية وديكتاتورية الرجل الواحد وديكتاتورية العباقرة الصغار للبروليتاريا. فيما يتعلق بهذه الأخيرة، كتب ما يلي: «من المؤكد أن لجنة دكتاتورية مؤلفة من العمال هي الأكثر غروراً وغير كفؤة، وهي بذلك أكثر شيء معادٍ للثورة... (من الأفضل أن يكون هناك أعداء مشكوك بهم في السلطة أكثر من أصدقاء مشكوك بهم). رأى «المبادرة الأناركية» و«الإرادة المنطقية» و«الحكم الذاتي لكل منهما» كشروط للثورة الاجتماعية للبروليتاريا، وجاء التعبير الأول عن ذلك بثورة العمال وإقامة متاريس يونيو 1848. من وجهة نظر ديجاك، فإن الحكومة الناتجة عن الانتفاضة (أو التمرد) أبقت قيودًا رجعية على المبادرة الحرة للبروليتاريا، أو لا يمكن بالأحرى لهذه المبادرة الحرة أن تنشأ وتتطور إلا من خلال تخليص الجماهير لنفسها من «التحيزات الاستبدادية» والتي بواسطتها تستعيد الدولة نفسها في وظيفتها الأساسية المتمثلة في التمثيل والتفويض، كتب ديجاك الجملة التالية: «من خلال الحكومة تكون كل التفويضات وكل سلطة خارج الشعب»، والتي يجب استبدالها بطريقة تتيح للناس أن يمتلكوا سيادتهم بشكل مباشر أو ما يعرف بـ «المجتمع المنظم». بالنسبة لديجاك، فإن اليوتوبيا الأناركية الشيوعية سيتنجز مهمة تحريض كل بروليتاري على استكشاف إمكاناته البشرية، بالإضافة إلى تصحيح جهل البروليتاريين فيما يتعلق بـ «العلوم الاجتماعية».

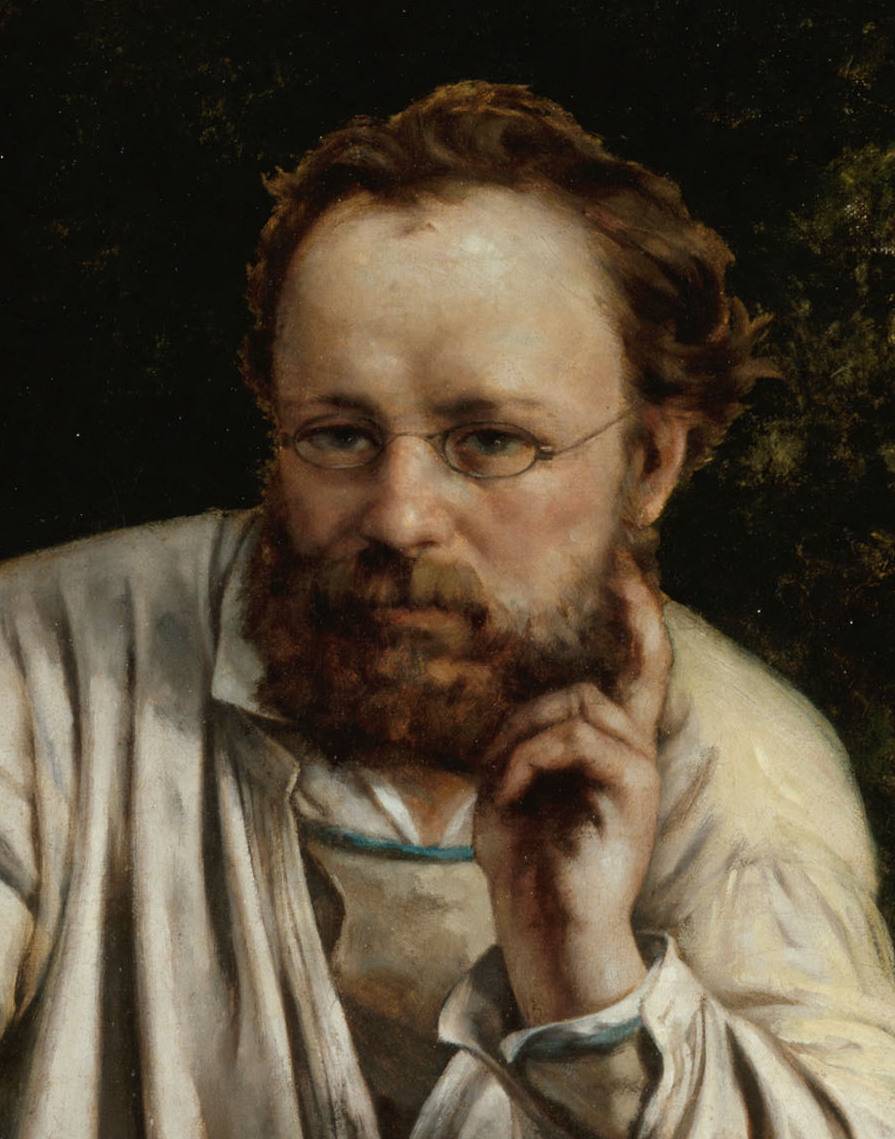
كان بيير جوزيف برودون أول من وصف نفسه بأنه «أناركيّ».

كان الفيلسوف بيير جوزيف برودون (1809-1865) أول من وصف نفسه بأنه «أناركيّ». عارض برودون الامتياز الحكومي الذي يحمي المصالح الرأسمالية والمصرفية والأراضي إلى جانب تكديس أو استحواذ الممتلكات (أو أي شكل من أشكال الإكراه الذي يؤدي إلى ذلك)، واعتقد أيضًا أن هكذا امتياز يعرقل المنافسة ويحصر الثروة بين أيدي الأقلية. حبَّذ برودون حق الأفراد بالاحتفاظ بنتاج عملهم كممتلكات خاصة، ولكنه يعتقد أن أي ممتلكات تتجاوز تلك التي ينتجها الفرد ويمكن أن يمتلكها تُعتبر ممتلكات غير مشروعة. وهكذا، رأى أن الملكية الخاصة أساسية للحرية كما أنها طريقة نحو الاستبداد، إذ تكون الأولى ناتجة عن العمل بل وهي ضرورية للغاية له، والأخرى تكون ناتجة عن استغلال (الأرباح والفوائد والإيجارات والضرائب). وقد وصف الحالة الأولى بأنها «استحواذ» والأخرى «مُلكية». وبالنسبة للصناعة واسعة النطاق، قدم برودون الدعم لجمعيات العمال لكي تحل محل العمل المأجور وعارض أيضًا ملكية الأراضي.
أكد برودون أن أولئك الذين يعملون لابد أن يحتفظوا بكل ما ينتجونه، وأن احتكار الحسابات والأراضي هي بمثابة القوى التي تمنع إعطاء مثل هذه الحقوق للعمال. دعا برودون إلى نشوء نظام اقتصادي يشمل الملكية الخاصة كسوق للاستحواذ والتبادل غير الربحي، وهو ما وصفه بالتبادليّة. رفض جوزيف ديجاك بشكل صريح فلسفة وأفكار برودون في بداية الشيوعية الأناركية، إذ يؤكد الأخير له في رسالة على «ليس للعامل الحق بالاحتفاظ بنتاج عمله، بل له الحق بتلبية حاجاته أيًا كانت».
انتقد ديجاك الأناركي الفرنسي المناصر للتبادلية (أو التقايض) بيير جوزيف برودون باعتباره «النسخة البرودونية للاشتراكية الريكاردية والتي تركز على مكافأة قوة العمل ومشكلة قيمة التبادل. في كتابه مع برودون حول تحرير المرأة، حث ديجاك برودون على المضي قدماً «بقدر المستطاع فيما يتعلق بإلغاء العقد وليس إلغاء رأس المال فقط، ولكن أيضًا إلغاء الملكية والسلطة بجميع أشكالهما» ودحض المنطق التجاري والأجور بطلب «مكافأة عادلة» مقابل «العمل» (قوة العمل). سأل ديجاك: «هل يكون حقي في الطلب وفقًا لقدرتي العرضية على الإنتاج، وما الذي يحق لي الحصول عليه؟» الإجابة التي قدمها ديجاك على هذا السؤال لا لبس فيها: «ليس للعامل الحق في تلبية احتياجاته نتيجةً لحصيلة عمله وإنّما لكي يرضي هذه الحاجات مهما كانت طبيعتها». بالنسبة لديجاك من ناحية أخرى، فإنّ الحالة الاشتراكية الكتيبة «دون أي تسلسل هرمي، دون أي سلطة» باستثناء سلطة «كتاب الإحصائيات» تتوافق مع «التبادل الطبيعي»، على سبيل المثال: «حرية غير محدودة لجميع عمليات الإنتاج والاستهلاك وإلغاء أي علامة على الملكية الزراعية أو الفردية أو الفنية أو العلمية وتدمير أي ملكية فردية لمنتجات العمل وإلغاء تنفيذ واجبات الملك والحرمان من كسب الأرباح على رأس المال اليدوي والفكري ورسملة رأس المال في الآلات والتجارة والمباني».
بعد إنشاء منظمة الأممية الأولى أو الجمعية الشغيلة العالمية (آي دبليو إيه) في لندن عام 1864، قدم ميخائيل باكونين أول موافقة مبدئية لإنشاء منظمة ثورية مناهضة للسلطوية، وهي منظمة «الأخوية الأممية الثورية» (بالفرنسية: Fraternité internitale révectionnaire) أو ما يُعرف بـ «التحالف السري». جدد هذا الأمر عام 1868، فخلق منظمة «الإخوة العالمية» (بالفرنسية: Frères internationaux) التي تُعرف أيضًا بـ «التحالف من أجل الاشتراكية الديمقراطية».
طرد كارل ماركس باكونين وبعض الاتحاديين من منظمة الأممية الأولى في مؤتمر لاهاي عام 1872، وشكل باكونين اتحاد جورا الذي اجتمع في العام التالي في مؤتمر سانت إيمييه 1872 حيث جرى إنشاء منظمة سانت إيمييه الأناركية العالمية.

## أعلام التقليد الأناركي الفرنسي
انظر أيضًا تصنيف:لاسلطويون فرنسيون.
- بيير جوزيف برودون
- جوزيف ديجاك
- لويز ميشيل
- بيوتر كروبوتكين
- جورج سيرويل
- نستور ماخنو
- سيباستيان فور
- هان راينر
- إميل آرماند
- ماريوس جاكوب
- تشارلز أوغست بونتيمبس
- دانييل غيران
- ألبير كامو
- ليو فري
- ألكسندر غروتينديك
- ميشال أونفراي

## منظمات ليبرتارية فرنسية
- لانارشي (لاسلطوية فردية)
- الاتحاد الوطني للعمل (نقابية لاسلطوية)[9]
- العمل المباشر
- لن يمروا

## وصلات خارجية
- Non Fides - anarchist portal
- Francophone anarchist federation
- CNT France (Vignoles)